# Erehof IJlst
Erehof IJlst is een onderdeel van de algemene begraafplaats van de Nederlandse plaats IJlst (provincie Friesland). De eregraven liggen vlak bij de ingang. Er staan twee stenen met daarop de volgende namen:
| Naam                   | Functie                  | Onderdeel                | Sq     | Overleden  | Leeftijd |
| ---------------------- | ------------------------ | ------------------------ | ------ | ---------- | -------- |
| Roland Montgomery Bull | Navigator/radar operator | Royal Canadian Air Force | 410 Sq | 10-04-1943 | 24       |
| John Edward Leach      | Piloot                   | Royal Canadian Air Force | 410 Sq | 10-04-1943 | 26       |

## Geschiedenis
Op 10 april 1943 patrouilleerde een Mosquito, de DZ 743 van het No. 410 Squadron RCAF, in Zuidwest-Friesland. Nabij het station van IJlst werd een trein onder vuur genomen. Daarbij kwam de Mosquito onder vijandelijk vuur te liggen. Het vliegtuig draaide scherp en probeerde laag over het station te vliegen om de mensen van het perron te jagen maar raakte daarna door zijn geringe vlieghoogte de boomtoppen op de Stadslaan en stortte neer. De twee bemanningsleden kwamen daarbij om het leven. Zij werden begraven op de algemene begraafplaats te IJlst.
Achter de twee CWGC-graven staan twee zogeheten steles bij de twee graven van Friese verzetsstrijders, te weten Hendrik Huizenga en Jurjen Hoomans. Beiden werden tijdens een razzia op 5 april 1945 in IJlst opgepakt. Samen met drie andere verzetsstrijders werden zij op 6 april 1945 door de Duitsers gefusilleerd op de Zandvoorderhoek tussen Sondel en Nijemirdum. Na de oorlog, op 23 oktober 1946, werden zij herbegraven op de algemene begraafplaats te IJlst.

## Afbeeldingen

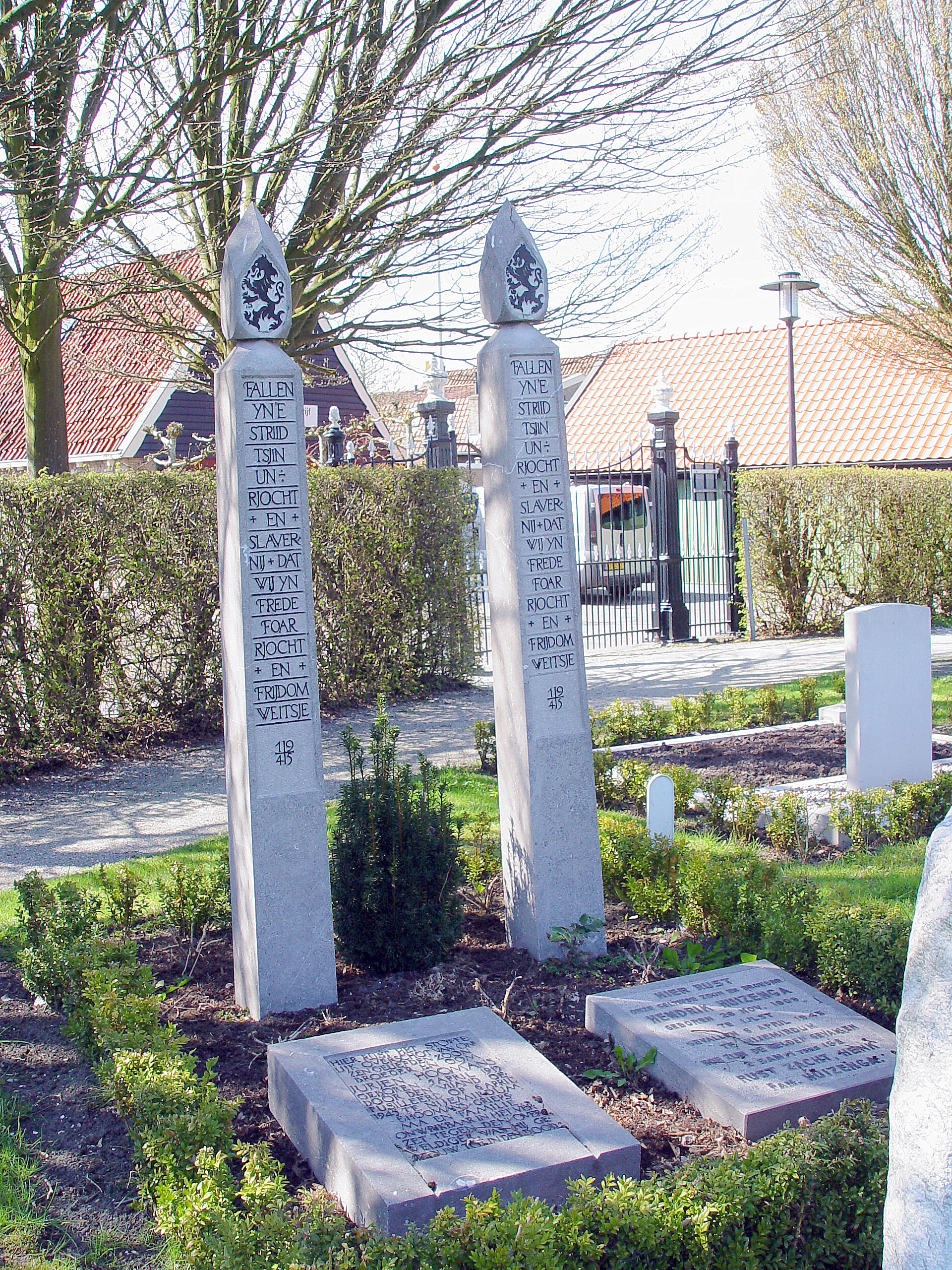
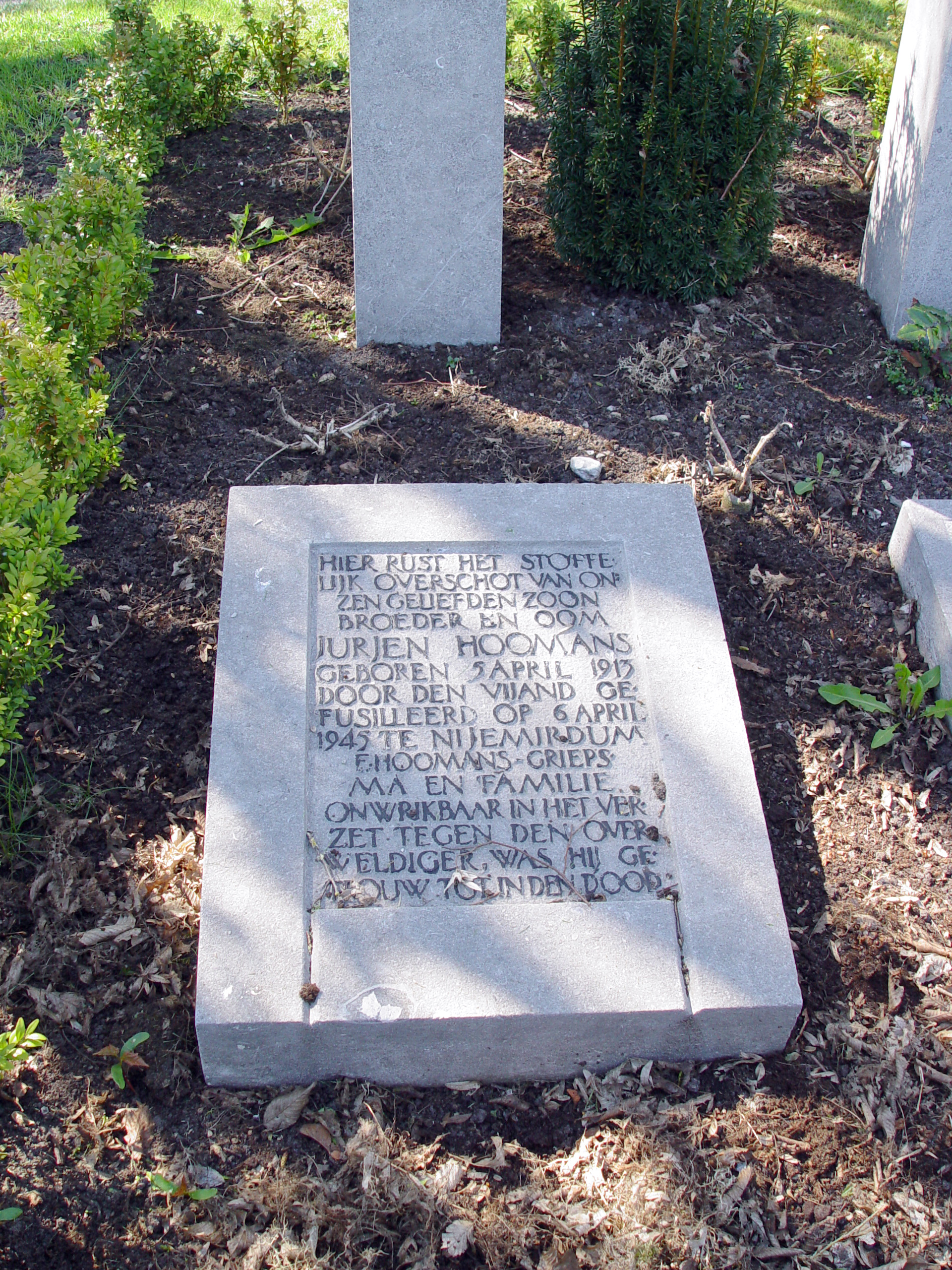
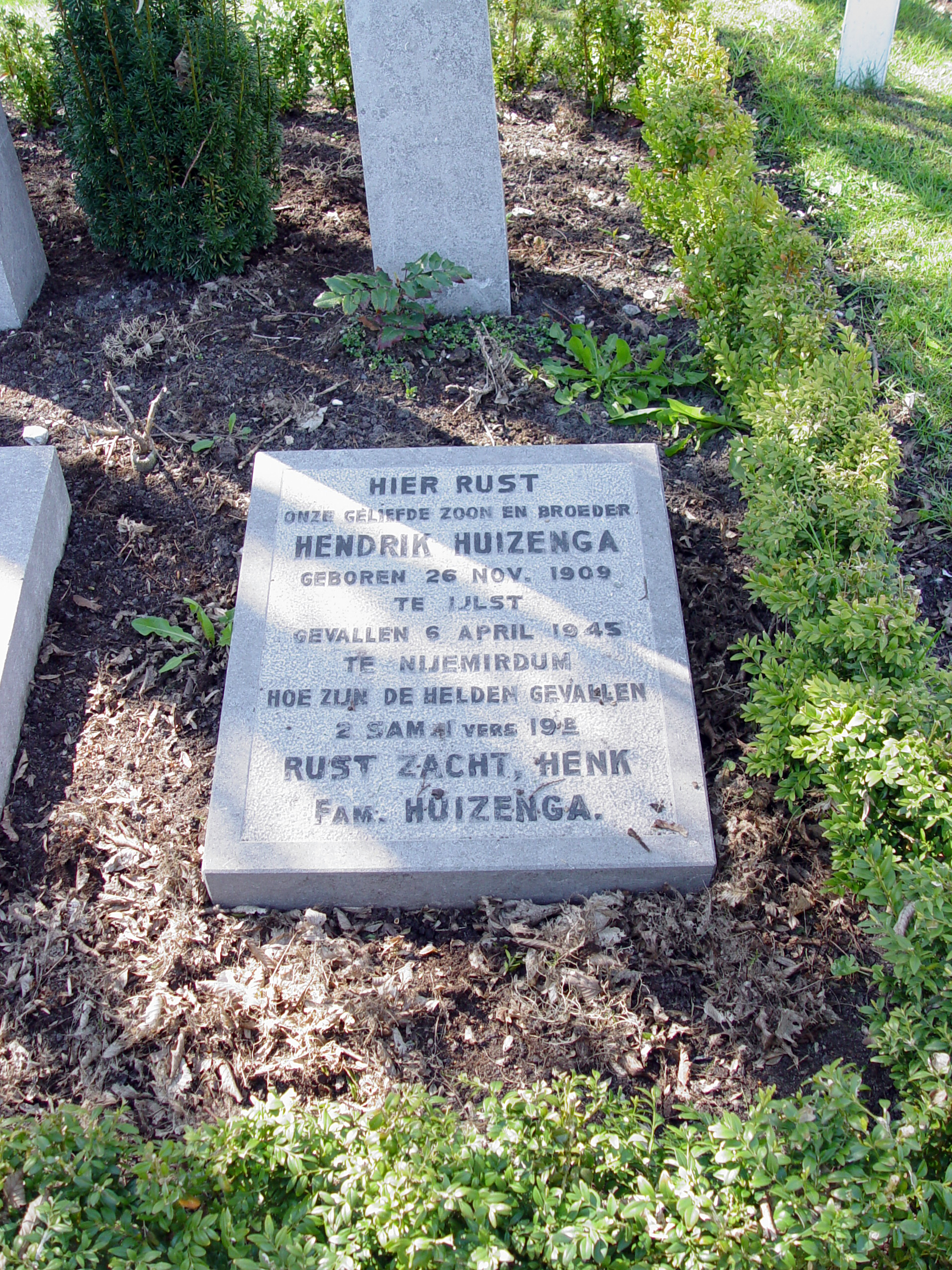